# Фіматодес рудоногий
Фімато́дес рудоно́гий (лат. Phymatodes rufipes Fabricius, 1776 = Callidium amethistinum Fabricius, 1792 = Callidium coeruleum Goeze, 1777 = Callidium cyaneum Geoffroy, 1785 = Callidium spinosae Schrank, 1781) — вид жуків з родини вусачів.

## Поширення
P. rufipes належить до європейської групи видів у складі європейського зооґеографічного комплексу. Ареал охоплює всю Європу, а також Кавказ, Закавказзя, Малу Азію. У Карпатському регіоні вид приурочений до передгірних листяних та мішаних лісів.

## Екологія
Трапляється в тих же біотопах, що й інші види роду Фіматодес. Личинка розвивається в деревині листяних дерев.

## Морфологія

### Імаго
Дрібний вид з довжиною тіла 5-8 мм. Ноги окрім вершин стегон, перші членики вусиків — руді. Тіло металічно-фіолетове або синє. Передньоспинка густо поцяткована, без гладких виступів.

### Личинка
Голова дуже втягнена в передньоспинку і має по одному вічку при основах вусиків. Ноги слабко розвинені, майже, непомітні. Мозолі на черевці дуже дрібно ґранульовані або вкриті дрібно-комірчастою скульптурою.

## Життєвий цикл
Розвиток триває 1 рік.

## Підвиди
Підвид Phymatodes rufipes rufipes (Fabricius, 1776) — розповсюджений у Європі.

Підвид Phymatodes rufipes syriacus Pic, 1891 — розповсюджений на Кавказі, Закавказзі, Малій Азії.